# Васієв Фарход Саїджонович
Фарход Саїджонович Васієв (тадж. Фарҳод Саидҷонович Восиев; нар. 14 квітня 1990, Душанбе, Таджицька РСР) — таджицький і російський футболіст, лівий захисник. Майстер спорту Росії (2016).

## Клубна кар'єра
Вихованець душанбинської ДЮСШ «Еверест». У 2005 році почав грати за молодіжну та основну команди душанбинського ЦСКА. Грав за клуб також у сезоні 2006 року. Загалом зіграв за душанбинських «армійців» 17 матчів та відзначився 2-ма голами.
На початку 2007 року перейшов у російський «Сатурн» (Раменське). У 2007-2009 роках виступав за молодіжну команду цього клубу в турнірі дублерів РФПЛ / молодіжній першості Росії, де зіграв 51 матч, відзначився 3-ма голами. Деякий час був капітаном молодіжної команди. За основний склад «Сатурна» провів 2 офіційні матчі — по одному в чемпіонаті Росії (25 липня 2009 року проти команди «Крил Рад» у Самарі; відзначився у тому ж матчі переможним голом) та Кубку Росії.
За підсумками опитування таджицької футбольної газети «Футболі Тоджик» (Таджицький футбол) визнаний найкращим футболістом Таджикистану 2009 року, який виступає за межами своєї країни (отримав 93 % голосів).
Сезон 2010 року провів в оренді в «Крилах Рад», де виступав переважно за дубль (20 матчів), а за основний склад зіграв лише 4 гри — 3 у чемпіонаті та 1 у кубку.
У березні 2011 року перейшов до клубу першого дивізіону «Жемчужина-Сочі». У серпні 2011 року поповнив склад ярославського «Шинника».
У січні 2013 року перейшов в астраханський «Волгар». Через півроку став гравцем оренбурзького «Газовика». Дебютував за клуб 7 липня 2013 року у матчі з «Променем-Енергією» (1:0), за 13 хвилин до кінця матчу замінив Миколу Іванникова. У березні 2017 року відданий в оренду «Істіклолу» (Душанбе) до кінця сезону. Далі грав за «Тюмень» та нижньокамський «Нафтохімік».
20 лютого 2021 року заявлений під 26 номером за клуб РПЛ «Тамбов». За «Тамбов» дебютував 21 лютого у матчі 1/8 фіналу Кубку Росії проти московського «Локомотива» (0:3), провів на полі весь матч.

## Кар'єра в збірній
У складі юнацької збірної Таджикистану виступав на чемпіонаті світу (U-17) 2007 року, де збірна Таджикистану сенсаційно дійшла до 1/8 фіналу й програла збірній Перу. З 2007 року почав залучатися до національної збірної Таджикистану, за яку зіграв 15 матчів та відзначився 1-м м'ячем. 8 жовтня 2015 року після вилучення в матчі кваліфікації чемпіонату світу 2018 проти Киргизстану, а згодом Васієв був дискваліфікований на чотири матчі, що означає, що він пропустить інші відбіркові матчі Таджикистану.

## Особисте життя
Брат Ділшод (нар. 1988) — також футболіст.

## Статистика виступів

### Клубна
Станом на 16 травня 2021 року
| Клуб                        | Сезон             | Ліга                   | Ліга  | Ліга | Нац. кубок | Нац. кубок | Конт. кубок | Конт. кубок | Інші  | Інші | Загалом | Загалом |
| Клуб                        | Сезон             | Дивізіон               | Матчі | Голи | Матчі      | Голи       | Матчі       | Голи        | Матчі | Голи | Матчі   | Голи    |
| --------------------------- | ----------------- | ---------------------- | ----- | ---- | ---------- | ---------- | ----------- | ----------- | ----- | ---- | ------- | ------- |
| ЦСКА (Душанбе)              | 2005              | Вища ліга Таджикистану | 7     | 0    |            |            | –           | –           | –     | –    | 7       | 0       |
| ЦСКА (Душанбе)              | 2006              | Вища ліга Таджикистану | 10    | 2    |            |            | –           | –           | –     | –    | 10      | 2       |
| ЦСКА (Душанбе)              | Загалом           | Загалом                | 17    | 2    |            |            | 0           | 0           | 0     | 0    | 17      | 2       |
| «Сатурн» (Раменське)        | 2009              | Прем'єр-ліга Росії     | 1     | 1    |            |            | –           | –           | –     | –    | 1       | 1       |
| «Крила Рад» (оренда)        | 2010              | Прем'єр-ліга Росії     | 3     | 0    |            |            | –           | –           | –     | –    | 3       | 0       |
| «Жемчужина-Сочі»            | 2011–12           | ФНЛ Росії              | 13    | 0    |            |            | –           | –           | –     | –    | 13      | 0       |
| «Шинник» (Ярославль)        | 2011–12           | ФНЛ Росії              | 24    | 0    |            |            | –           | –           | 1     | 0    | 25      | 0       |
| «Шинник» (Ярославль)        | 2012–13           | ФНЛ Росії              | 10    | 0    |            |            | –           | –           | –     | –    | 10      | 0       |
| «Шинник» (Ярославль)        | Загалом           | Загалом                | 34    | 0    |            |            | 0           | 0           | 1     | 0    | 35      | 0       |
| «Волгар»                    | 2012–13           | ФНЛ Росії              | 11    | 0    | 0          | 0          | –           | –           | –     | –    | 11      | 0       |
| «Газовик» (Оренбург)        | 2013–14           | ФНЛ Росії              | 22    | 0    | 2          | 0          | –           | –           | –     | –    | 24      | 0       |
| «Газовик» (Оренбург)        | 2014–15           | ФНЛ Росії              | 17    | 0    | 4          | 1          | –           | –           | –     | –    | 21      | 1       |
| «Газовик» (Оренбург)        | 2015–16           | ФНЛ Росії              | 16    | 0    | 0          | 0          | –           | –           | –     | –    | 16      | 0       |
| «Газовик» (Оренбург)        | 2016–17           | Прем'єр-ліга Росії     | 1     | 0    | 0          | 0          | –           | –           | –     | –    | 1       | 0       |
| «Газовик» (Оренбург)        | 2017–18           | ФНЛ Росії              | 2     | 0    | 1          | 0          | –           | –           | –     | –    | 3       | 0       |
| «Газовик» (Оренбург)        | Загалом           | Загалом                | 58    | 0    | 7          | 1          | 0           | 0           | 0     | 0    | 65      | 1       |
| «Істіклол» (оренда)         | 2017              | Вища ліга Таджикистану | 5     | 1    | 0          | 0          | 3           | 0           | 0     | 0    | 8       | 1       |
| «Тюмень»                    | 2018–19           | ФНЛ Росії              | 28    | 1    | 3          | 0          | –           | –           | –     | –    | 31      | 1       |
| «Нафтохімік» (Нижньокамськ) | 2019–20           | ФНЛ Росії              | 3     | 0    | 1          | 0          | –           | –           | –     | –    | 4       | 0       |
| «Тамбов»                    | 2020–21           | Прем'єр-ліга Росії     | 9     | 0    | 1          | 0          | –           | –           | –     | –    | 10      | 0       |
| Усього за кар'єру           | Усього за кар'єру | Усього за кар'єру      | 182   | 5    | 11         | 1          | 3           | 0           | 1     | 0    | 198     | 6       |

### У збірній
Станом на 19 листопада 2019
| Національна збірна              | Рік     | Матчі | Голи |
| ------------------------------- | ------- | ----- | ---- |
| національна збірна Таджикистану | 2007    | 3     | 0    |
| національна збірна Таджикистану | 2008    | 0     | 0    |
| національна збірна Таджикистану | 2009    | 0     | 0    |
| національна збірна Таджикистану | 2010    | 0     | 0    |
| національна збірна Таджикистану | 2011    | 3     | 0    |
| національна збірна Таджикистану | 2012    | 1     | 0    |
| національна збірна Таджикистану | 2013    | 1     | 0    |
| національна збірна Таджикистану | 2014    | 0     | 0    |
| національна збірна Таджикистану | 2015    | 3     | 1    |
| національна збірна Таджикистану | 2016    | 1     | 0    |
| національна збірна Таджикистану | 2017    | 0     | 0    |
| національна збірна Таджикистану | 2018    | 0     | 0    |
| національна збірна Таджикистану | 2019    | 2     | 1    |
| Загалом                         | Загалом | 14    | 1    |

Рахунок та результат збірної Таджикистану в таблиці вказано на першому місці.
| № | Дата              | Місце                            | Суперник | Рахунок | Результат | Змагання                           |
| - | ----------------- | -------------------------------- | -------- | ------- | --------- | ---------------------------------- |
| 1 | 14 листопада 2019 | Мандалар Тхірі, Мандалай, М'янма | М'янма   | 2–3     | 3–4       | кваліфікація чемпіонату світу 2022 |